# Georges Ducotterd
Georges Ducotterd, né le 13 mai 1902 à Estavayer-le-Lac et mort le 25 janvier 1979 à Fribourg, est une personnalité politique suisse, membre du Parti des paysans, artisans et indépendants (PAI). Ses archives sont conservées à la Bibliothèque cantonale et universitaire de Fribourg. 

## Sources
- Georges Andrey, John Clerc, Jean-Pierre Dorand et Nicolas Gex, Le Conseil d’État fribourgeois : 1848-2011 : son histoire, son organisation, ses membres, Fribourg, Éditions La Sarine, 2012, 143 p. (ISBN 978-2-88355-153-4, lire en ligne), p. 84
- Annuaire officiel de l'État de Fribourg
- Anne Chenaux relate la campagne électorale de 1952 dans les Annales fribourgeoises 2006, pp.89-99 sous le titre "Un traître, un déserteur".
- Le Courrier fribourgeois du 16 décembre 1956.